# Anthurium cordatum
Anthurium cordatum är en kallaväxtart som först beskrevs av Carl von Linné, och fick sitt nu gällande namn av Heinrich Wilhelm Schott. Anthurium cordatum ingår i släktet Anthurium och familjen kallaväxter. Inga underarter finns listade.